# Arista (geomorfología)

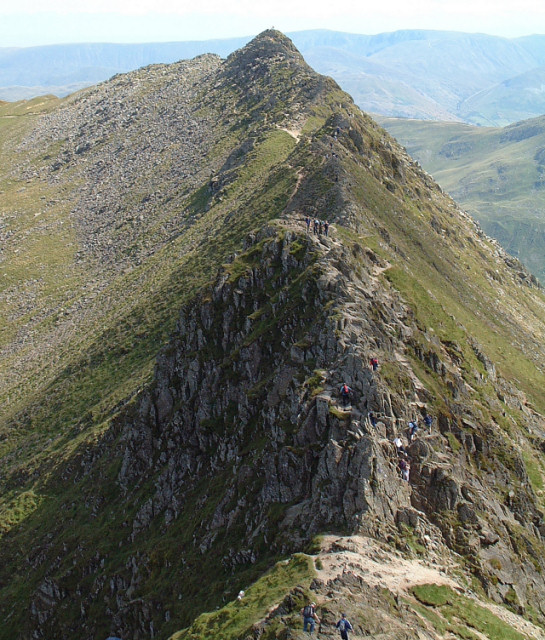
Striding Edge, una arista vista desde Helvellyn con el circo Red Tarn a la izquierda y Nethermost Cove a la derecha

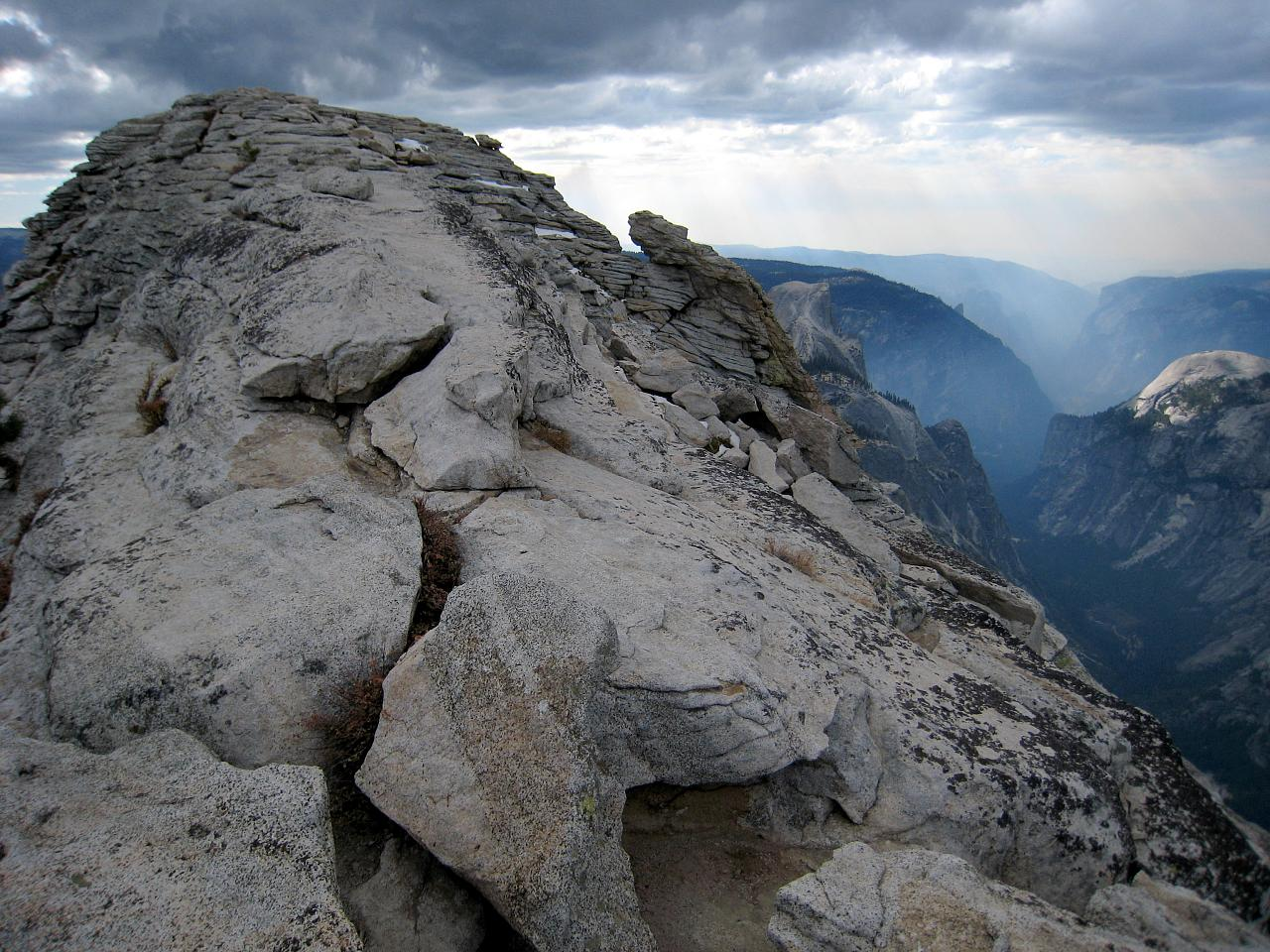
Clouds Rest en el parque nacional de Yosemite

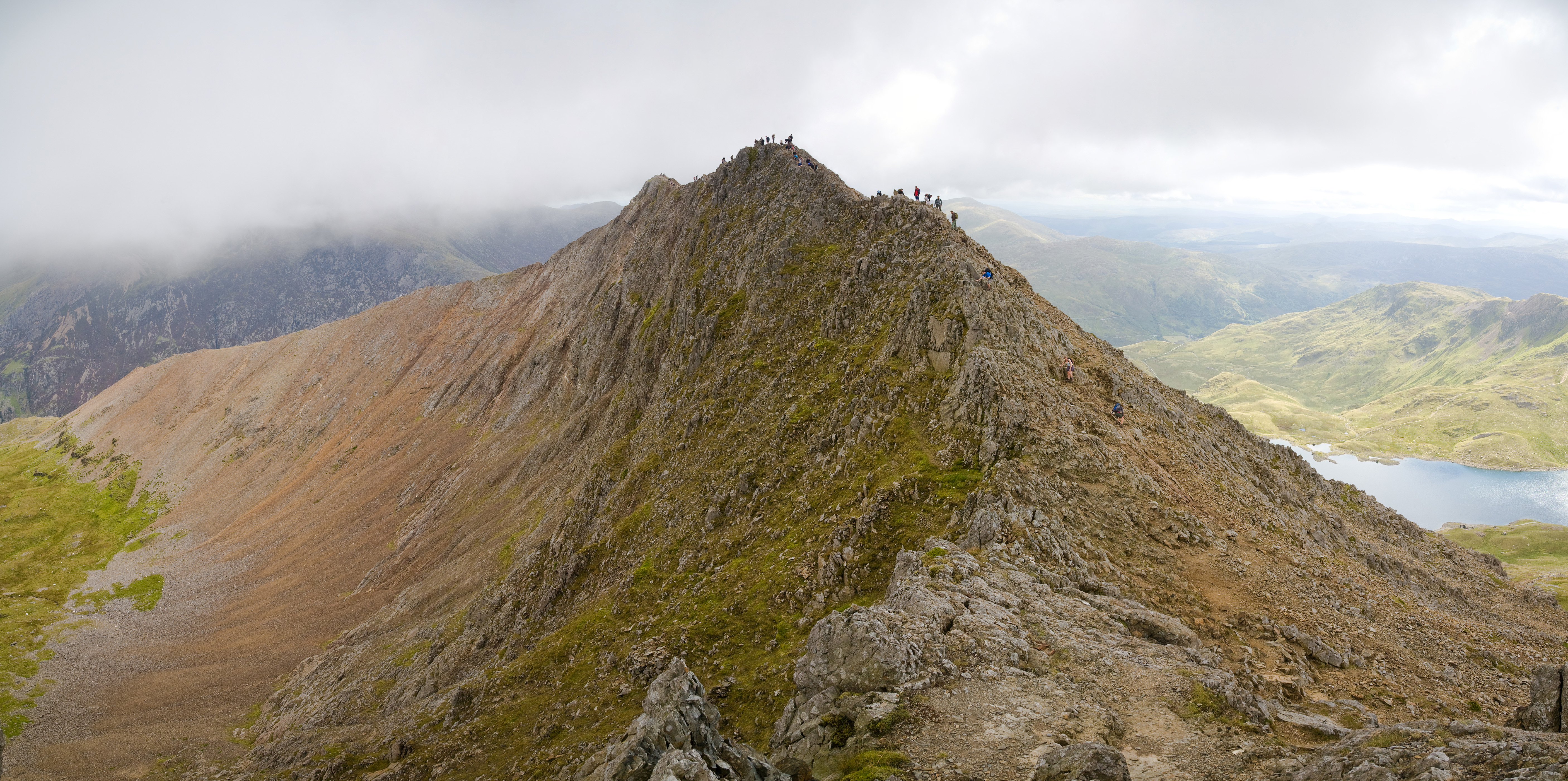
Crib Goch, en Snowdonia

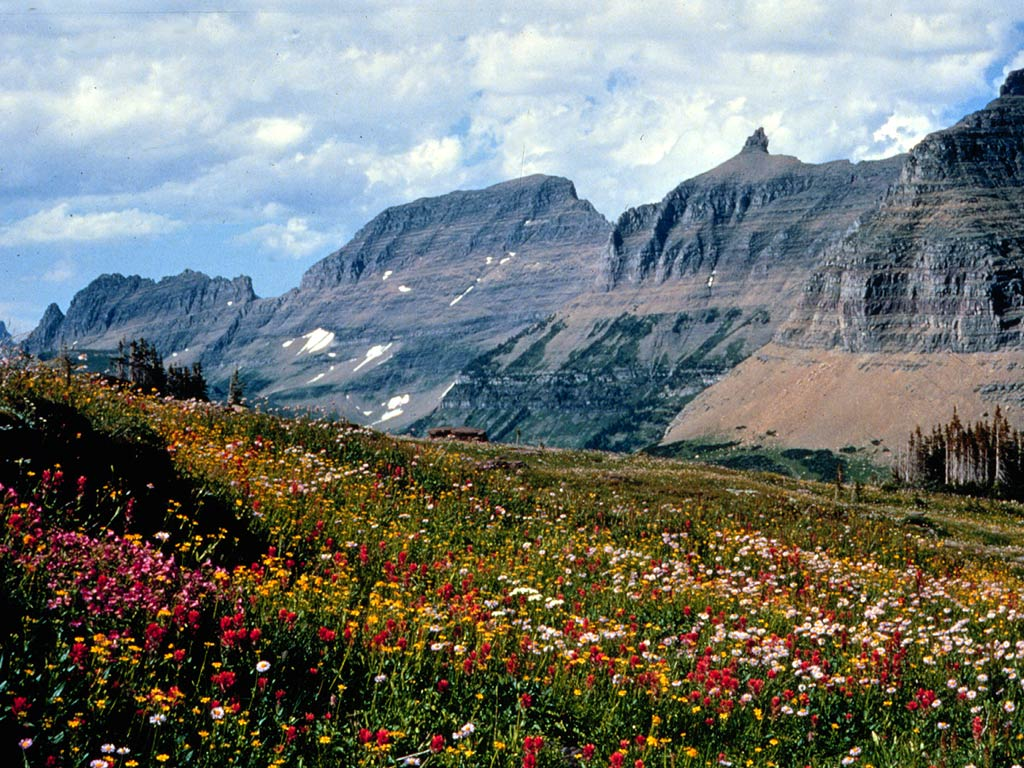
The Garden Wall, una arista en el parque nacional de los Glaciares

En geografía, una arista de una montaña, o eminencia del terreno, es una cresta fina de roca, casi como un cuchillo, que normalmente separa dos valles y se forma cuando dos glaciares erosionan en paralelo siendo valles en forma de U. Las aristas también se pueden formar cuando dos circos glaciares erosionan sus respectivas cabeceras, aunque con frecuencia esto resulta en un paso en forma de una silla de montar, denominado col. (Cuando tres o más circos se encuentran, se origina un pico piramidal) En español, se usan a veces cresta y arista como sinónimos, aunque una cresta es un término más general que designa la línea de los puntos elevados de un relieve que separan dos vertientes opuestos.
La palabra arista, que deriva del latín, se usa a partir de una acepción en francés de «arête», que se emplea para designar la espina de un pescado; en los Alpes europeos a veces son descritas con los términos alemanes equivalentes de Grat o Kamm (peine). En inglés se usa el término francés, arête.
En montañismo esta denominación es muy utilizada, ya que muchas rutas alpinas incluyen caminar por una o más aristas.

## Cuchilla
Un cuchillo o cuchilla (en inglés, cleaver) es un tipo de arista que separa un glaciar en dos, que fluyen en paralelo a la cresta. Cleaver recibe su nombre porque se parece a un cuchillo de carnicero cortando la carne en dos partes. Un cuchillo puede ser considerado como análogo a una isla en un río. Una situación muy común es la de que los dos glaciares de acompañamiento se fundan antes de poder volver a reunirse: siguiendo la analogía del río y la isla, la situación sería la de dos ramas secándose antes de superar la isla aguas abajo, ya fuese por evaporación o por la absorción en el suelo.
La ubicación de un cuchillo es a menudo un factor importante en la elección de rutas para atravesar los glaciares. Por ejemplo, bordeando un cuchillo por arriba o abajo de una montaña pueden evitar viajar sobre o debajo de un glaciar de nieve inestable, o por un área rocosa. Este suele ser el caso de las rutas de verano a la cumbre, cuyas partes más bajas se encuentran en la cara sur del monte Rainier: los escaladores atraviesan los "planos" del glaciar Ingraham, pero ascienden el Disappointment Cleaver y siguen sus crestas en lugar de subir la headwall ya sea de ese glaciar o (en el otro lado de la cuchilla), del glaciar Emmons.

## Ejemplos
Ejemplos notables de aristas son:
- Knife Edge, en monte Katahdin, Maine
- Clouds Rest y The Minarets, en Sierra Nevada, California;
- The Garden Wall, en el parque nacional de los Glaciares, Montana;
- La Peineta, en los Andes, en la XIV Región de Los Ríos, en Chile;
- Crib Goch, en Snowdonia National Park, Gales;
- Striding Edge en el Distrito de los Lagos, Inglaterra;
- The Catwalk, en el parque nacional Olympic, estado de Washington;
- la Carn Mor Dearg, en Ben Nevis, Escocia.